# Patrycja Volny
Patrycja Volny, též Patrycja Kaczmarska (* 5. února 1988 Mnichov, Západní Německo), je polská herečka známá především rolí Dobre Nowiny v koprodukčním kriminálním filmu Přes kosti mrtvých z roku 2017, dále z filmu Zlatý podraz a dalších rolí. Poprvé se ve filmovém prostředí objevila v roce 2012 v právnickém dramatickém seriálu Prawo Agaty. Je jedinou dcerou polského zpěváka a skladatele Jacka Kaczmarského.